# Dwergstegodont
De dwergstegodont (Stegodon sompoensis) was een slurfdier (orde Proboscidea) uit de familie der Stegodontidae die in het Pleistoceen op het eiland Celebes in Indonesië leefde. Ze hadden een schofthoogte van anderhalve meter, veel kleiner dus dan de huidige olifanten. Vanwege het ontbreken van natuurlijke vijanden op het eiland, heeft de dwergstegodont zijn belangrijkste verweermiddel (zijn grootte) in de loop der tijd verloren. Deze olifanten waren niet de enige dieren die door de evolutie kleiner werden: ook de in 2003 ontdekte mogelijk nieuwe mensensoort Homo floresiensis is een stuk kleiner dan de huidige mensensoort.